# Get Wet
Get Wet je debutové album amerického EDM tria Krewella. Pod labelem Columbia vyšlo 20. září 2013.

## Seznam skladeb
| Standardní seznam skladeb | Standardní seznam skladeb                                      | Standardní seznam skladeb                                    | Standardní seznam skladeb |
| Pořadí                    | Název                                                          | Producent(i)                                                 | Délka                     |
| ------------------------- | -------------------------------------------------------------- | ------------------------------------------------------------ | ------------------------- |
| 1.                        | Live for the Night                                             | Cash Cash                                                    | 3:26                      |
| 2.                        | We Go Down                                                     | Rain Man, Quincy Kwalae (co.)                                | 3:05                      |
| 3.                        | Come & Get It                                                  | Rain Man                                                     | 3:25                      |
| 4.                        | Enjoy the Ride                                                 | Rain Man, DallasK                                            | 3:31                      |
| 5.                        | We Are One                                                     | Rain Man                                                     | 4:36                      |
| 6.                        | Dancing with the Devil (feat. Patrick Stump and Travis Barker) | Rain Man, SAVOY (co.)                                        | 3:58                      |
| 7.                        | Alive                                                          | Rain Man                                                     | 4:48                      |
| 8.                        | Pass the Love Around                                           | SmarterChild                                                 | 3:18                      |
| 9.                        | Ring of Fire                                                   | Rain Man, The Cataracs, Ethan Davis (Candyland), KillaGraham | 4:23                      |
| 10.                       | Human                                                          | Rain Man, Quincy Kwalae (co.), Stephen Swartz (co.)          | 3:15                      |
| 11.                       | Killin' It                                                     | Rain Man                                                     | 3:26                      |
| 12.                       | This Is Not the End (feat. Pegboard Nerds)                     | Alexander Odden, Michael Parsberg                            | 3:53                      |

| iTunes bonus tracks | iTunes bonus tracks                     | iTunes bonus tracks | iTunes bonus tracks |
| Pořadí              | Název                                   | Producent(i)        | Délka               |
| ------------------- | --------------------------------------- | ------------------- | ------------------- |
| 13.                 | Lights and Thunder (feat. Gareth Emery) | Gareth Emery        | 4:42                |
| 14.                 | Enjoy the Ride (acoustic version)       |                     | 3:28                |